# Pereiros (Rebordainhos)
Pereiros é uma povoação da atual freguesia de Rebordainhos e Pombares, Município de Bragança e Distrito de Bragança.
É uma aldeia de pequenas dimensões. Não tendo mais de 20 habitantes, dedica-se a sua população em especial à agricultura e à criação de gado.
Realiza-se no dia 15 de Janeiro a festa em honra de Santo Amaro.
Tem no centro da sua povoação a Igreja Paroquial dos Pereiros.
Tinha, de acordo com as "Memórias Paroquiais de 1758", 96 habitantes.